# L'Invraisemblable Vol
L'Invraisemblable Vol (The Incredible Theft) est une nouvelle policière d'Agatha Christie mettant en scène Hercule Poirot.
C'est la réécriture d'une nouvelle plus courte titrée « Les Plans du sous-marin » (The Submarine Plans), initialement publiée en revue le 7 novembre 1923.
Initialement publiée du 6 au 12 avril 1937 dans le quotidien Daily Express au Royaume-Uni, cette nouvelle a été reprise en recueil la même année dans Murder in the Mews au Royaume-Uni. Elle a été publiée pour la première fois en France dans le recueil Poirot résout trois énigmes en 1961.

## Résumé
En pleine nuit, Hercule Poirot est appelé par Lord Mayfield au sujet d'un vol qui vient d'avoir lieu. Alors qu'une dizaine d'invités sont présents dans son manoir, les plans du nouveau bombardier de la Royal Air Force viennent d'être dérobés, au nez et à la barbe de son vieil ami Georges Carrington, de son secrétaire Carlile et de lui-même. Il s'agit pour Poirot de résoudre une énigme en chambre close.
Lord Mayfield soupçonne une femme, Mme Vanderlyn, d'être une espionne au service des nazis.
Poirot fait son enquête. Il découvre vite qu'aucun intrus n'est venu de l'extérieur, ni qu'aucun des invités n'a quitté le domaine. Le vol a donc été commis par une personne résidant dans la demeure, et les plans du bombardier n'ont pas encore quitté les lieux.
Lorsque Poirot révèlera, au terme de son enquête, le nom du voleur, le lecteur aura la surprise d'apprendre qu'il ne s'agissait pas de Mme Vanderlyn...

## Personnages
- Hercule Poirot : détective privé.
- Lord Charles Mayfield : ministre de l'armement.
- George Carrington : ministre de l'air (« Maréchal de l'Air »), collègue et ami de Lord Mayfield.
- Julia Carrington : épouse de George Carrington.
- Reggie Carrington : fils de George Carrington.
- Mme Vanderlyn : femme du monde, soupçonnée d'être une espionne.
- Mme Macatta : députée.
- Carlile : secrétaire de George Carrington.
- Léonie : femme de chambre de Mme Vanderlyn.

## Publications
Avant la publication dans un recueil, la nouvelle avait fait l'objet de publications dans des revues :
- du 6 au 12 avril 1937, au Royaume-Uni, dans le quotidien Daily Express[1] (avec des illustrations de Steven Spurrier).

La nouvelle a ensuite fait partie de nombreux recueils :
- en 1937, au Royaume-Uni, dans Murder in the Mews[1],[3] (avec 3 autres nouvelles) :
- en 1961, en France, dans Poirot résout trois énigmes[4] (recueil ne reprenant que 3 des 4 nouvelles du recueil britannique, différentes de la sélection du recueil américain de 1937)
(recueil réédité en 1992 sous le titre « Le Miroir du mort », reprenant cette fois-ci la composition complète du recueil britannique de 1937) ;
- en 1987, aux États-Unis, dans la réédition de Dead Man's Mirror and Other Stories, reprenant cette fois-ci la composition complète du recueil britannique de 1937.

## Adaptations
Télévision
- 1989 : Vol au château (The Incredible Theft), téléfilm britannique de la série télévisée Hercule Poirot (8e épisode, 1.08), avec David Suchet dans le rôle principal. La principale modification dans l'adaptation est que le détective est engagé par Lady Mayfield pour passer le week-end au château pour empêcher en vain le vol des plans. En plus de l'ajout des personnages de Hastings, de Miss Lemon et de l'inspecteur Japp dans la continuité de la série, une filature du détective et de Hastings après Mme Vanderlyn qui file à l'ambassade d'Allemagne avec les (faux) plans est créé.

Radio
- 10 mai 1938 : adaptation radio par Leslie Stokes, pour la station BBC National Programme[1].